# 蜂行資本
蜂行資本是一家由三位創業家：李彥樞、陳柏雨、王浩威，於2019年成立的創業投資公司，總部位於台灣台北市。
李彥樞、陳柏雨、王浩威於2009年創辦了社交數據軟體公司，後來與iClick國際廣告集團合併，並在2017年底共同在Nasdaq上市。三人在公司上市退出，回台灣創辦蜂行資本（Hive Ventures），協助台灣年輕人創業。
蜂行資本關注人工智能 (AI)、大數據、物聯網 (IOT)、5G通訊、企業SaaS軟體 (Enterprise SaaS)等領域的新創團隊，投資多家新創公司，包括專門做數據整合、分析和協作的SaaS公司Canner、協助企業建立品牌的短網址公司PicSee、生產雲飲料機器人的公司Botrista、關注循環經濟的ROEHL、在線編程教育平台ALPHA Camp、AutoML（自動機器學習）全套解決方案平台ProfetAI、管理Multi-Cloud（多雲）和Hybrid-Cloud（混合雲）的軟體平台Avesha、全球的設計師和軟體開發提供整體解決方案的Phase、機器學習運營（ML Ops）平台InfuseAI。
蜂行資本於2021年3月24日舉辦「Galaxy Summit 2021 AI賦能：企業的機遇與挑戰」，公佈2021年企業AI趨勢報告，並邀請知名矽谷創業家陳五福、前Google台灣董事總經理簡立峰 等多個企業和專家學者出席演講和相互對話。